# Arroyo Carrasco
Der Arroyo Carrasco, auch Arroyo de Carrasco,  ist ein auf dem Gebiet der Departamentos Canelones und Montevideo im Süden Uruguays gelegener Fluss.
Der linksseitige Nebenfluss des Río de la Plata, fließt in Nord-Süd-Richtung und dient dabei als Grenze zwischen den Departamentos Montevideo und Canelones. Er mündet schließlich im Osten der Landeshauptstadt Montevideo bei Barra de Carrasco in den Río de la Plata. Kurz vor seiner Mündung wird er von der Puente Carrasco überquert.
Innerhalb seines Einzugsgebiets liegen unter anderem die Städte Toledo, Suárez, Barros Blancos, Colonia Nicolich und Paso Carrasco.  Zudem sind dieser Region die Fließgewässer Arroyo Manga und Arroyo Toledo, der Cañada de Chacarita, die Sumpfgebiete von Carrasco und der Aeropuerto Internacional zuzuordnen. Die Einwohnerzahl innerhalb dieses Gebietes liegt bei etwa 200.000. Der Fluss leidet unter starker Verschmutzung.